# Perito

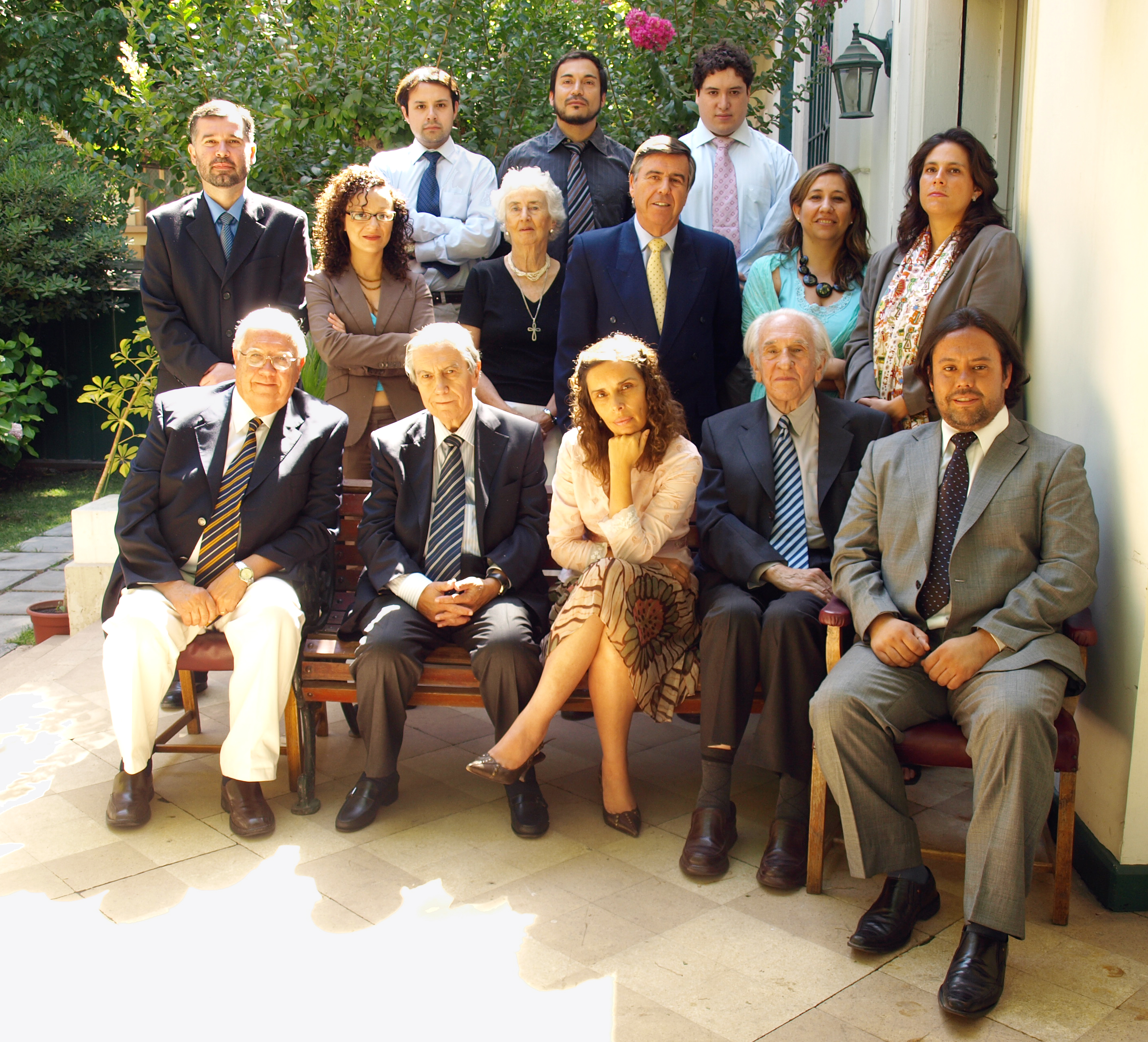
Académicos del Instituto de Estudios Internacionales de la Universidad de Chile (enero de 2009), que reúne expertos en relaciones internacionales y otras disciplinas conexas.

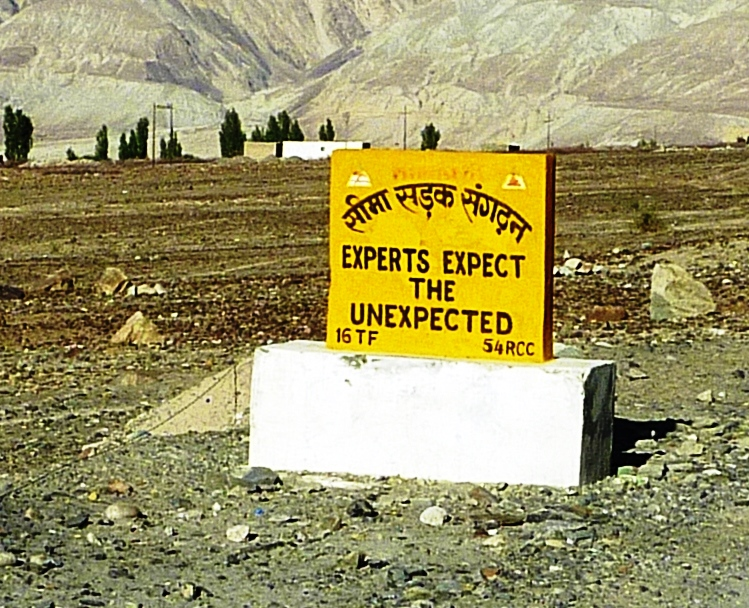
"Experts Expect the Unexpected" (en español: "Los expertos esperan lo inesperado"). Señal de tránsito en el Valle de Nubra, al norte de Ladakh, en India.

Un perito o experto (en femenino, perita o experta) es una persona reconocida como una fuente confiable en un determinado tema, técnica o habilidad cuya capacidad para juzgar o decidir en forma correcta, equilibrada e inteligente le confiere autoridad y estatus por sus pares o por el público en una materia específica. En forma más general, se trata de una persona con un conocimiento amplio o aptitud en un área particular del conocimiento. 
Los expertos se requieren para dar consejos sobre sus respectivos temas de especialización, aunque no siempre coinciden en sus apreciaciones con las opiniones aceptadas sobre ciertos asuntos específicos en estudio. Se cree que, gracias a su entrenamiento, educación, profesión, trabajos realizados y experiencia, un experto puede tener un conocimiento sobre un cierto tema que excede el nivel de conocimiento de una persona común, de manera tal que otros puedan confiar en la opinión de ese individuo incluso en forma oficial y legal.[cita requerida]
Es tentador definir al experto simplemente como el que conoce sobre un campo delimitado del saber. Pero este enfoque encuentra rápidamente sus límites, en cuanto se reconoce la necesidad de diferenciar el experto del científico o incluso del especialista. El experto se define menos en sí mismo que como el vector de una respuesta a una solicitud de conocimiento.[cita requerida]
Los peritos son contratados por una de las dos partes. La parte que no lo ha contratado intenta desacreditar al profesional mediante preguntas como "¿Quién paga al perito?", con lo que siembra una duda sobre su parcialidad. Esta estrategia los psicólogos la denominan ziskinización.

## Título de educación superior

### En España
Con el sistema educativo previo a la Ley General de Educación, un perito era un título de educación postsecundaria, cursado tras el Bachiller Elemental, de duración de cuatro años. Tras la aplicación de la mencionada ley, las personas con este título fueron asimiladas a Diplomados universitarios (formación postsecundaria de tres años, impartida por las universidades); en Ingeniería, los peritos pasaron a asimilarse a los Ingenieros Técnicos.

### En América Latina
El sistema educativo permite el desarrollo de la actividad pericial a personas que hayan obtenido grados académicos y títulos profesionales a nivel universitario, como técnico profesional, y en especial cuando se tiene una actividad en instituciones públicas, como ser el poder judicial, el ministerio público o la policía.
Estos acceden a puestos de trabajo ante el Estado, mayormente destinados al ámbito forense, o a través de la actividad privada en juicios del ámbito procesal penal, o civil, o laboral, o de familia. Cuéntase así con peritos en medicina, psicología, economía, contabilidad, biología, ingeniería, odontología, antropología, sociología, etcétera.
Además de actuaciones en la actividad privada como consultores técnicos, también se les solicita para el auxilio de actividades con trascendencia jurídica, debido a que pueden auxiliar en cuanto a los fundamentos de hecho o los medios probatorios, ante controversias o necesidad de valorar pruebas a nivel judicial. A su vez, cuentan con gran demanda por las cortes y juzgados que necesiten de la actividad pericial en el ámbito forense, donde los profesionales puedan ser consultados para incluso emitir informes periciales en relación con juicios y conciliaciones judiciales. En el Nuevo Código del Procesal Penal en Perú, se regulan expresamente sus obligaciones y acciones en el Derecho Procesal Penal en los artículos 172 a 181, especificando sus tareas como auxiliares de justicia, a través de actividades especializadas en sus respectivas ciencias u oficios.

## Tipos de peritaje
- peritaje en arquitectura
- peritaje en construcción
- peritaje en psicología
- peritaje en traducción
- peritaje caligráfico
- Peritaje de reconstrucción de accidentes de tránsito.